# Shunichi Ikenoue
Shunichi Ikenoue (Kagoshima, 16 februari 1967) is een voormalig Japans voetballer.

## Carrière
Shunichi Ikenoue speelde tussen 1989 en 1995 voor Matsushita Electric, All Nippon Airways / Yokohama Flügels en PJM Futures / Tosu Futures.